# Idionotus tuolumne
Idionotus tuolumne är en insektsart som beskrevs av Morgan Hebard 1934. Idionotus tuolumne ingår i släktet Idionotus och familjen vårtbitare. Inga underarter finns listade i Catalogue of Life.